# 拓跋郁
拓跋郁（？—465年），鲜卑名郁豆眷，拥有直勤头衔，追尊魏桓帝拓跋猗㐌后裔，北魏宗室、官员。

## 生平
拓跋郁是為北魏宗室疏族，年少時為人忠貞正直且個性剛強，最初擔任羽林中郎，在官之時做事勤勞幹練而備受稱道，魏文成帝拓跋濬|時期，擔任禁軍部隊的長官殿中尚書，和平二年，魏文成帝拓跋濬南巡，从定州前往邺城，三月丁巳朔（461年3月27日），魏文成帝在灵丘亲自射箭越过山峰，顺阳公拓跋郁跟随参与了这次南巡。
和平六年（465年）五月，拓跋濬在平城太華殿駕崩，乙渾當時獨攬大權，隔絕了對外部的消息傳報，因此朝廷百官對於此情況皆感到驚慌，但眾人想不出解決的辦法，拓跋郁見狀準備誅殺乙渾，率領了殿中衛士數百人，從順德門突入宮城，乙渾害怕拓跋郁的部隊於是外出接見說：「您今天為何事而來？」拓跋郁說：「現在官員們見不到新的天子而憂心恐懼，因此前來求見陛下。」乙渾為難又懼怕，只好回答：「先帝駕崩不久還未出殯下葬，陛下現在仍在居喪期間，所以無暇接見百官，各位是在懷疑什麼呢？」於是遵奉獻文帝拓跋弘上朝。
和平六年夏五月甲辰（465年6月21日），魏献文帝拓跋弘登基，五月戊申（465年6月25日）之前，乙浑联合林金闾伪造诏书，将尚书杨保年、平阳公贾爱仁、南阳公张天度在皇宫中杀死。殿中尚书拓跋郁率领殿中宿卫的禁卫军想要杀死乙浑，乙浑害怕，将事情归咎给林金闾，捉拿林金闾交给拓跋郁。当时司空和其奴认为林金闾的罪行还没分辨，于是将林金闾外任定州刺史。
之後乙渾發動政治行動，翦除反對他的政敵，大臣們皆憤恨恐懼，拓跋郁又計畫政變誅殺乙渾，卻反而被乙渾先行殺害。拓跋弘後來追封其爵位為順陽王，諡號簡。

## 鲜卑名
北京大学历史系教授罗新认为，郁豆眷就是鲁尼文古突厥文碑铭中的Ötüqän，出自同一词的不同汉译还有逸豆归、于陟斤、越豆眷等，指的是杭爱山或其主峰於都斤山。

## 延伸阅读
[在维基数据编辑]
 《魏書·卷14》，出自魏收《魏书》